# 43-й гвардейский штурмовой авиационный полк
43-й гвардейский штурмовой авиационный Волковыскский Краснознаменный полк — авиационная воинская часть ВВС РККА штурмовой авиации в Великой Отечественной войне.

## Наименования полка
За весь период своего существования полк несколько раз менял своё наименование:
- 272-й истребительный авиационный полк[1][2];
- 590-й истребительный авиационный полк[1][2];
- 590-й штурмовой авиационный полк[1][2];
- 43-й гвардейский штурмовой авиационный полк[1][2][3][3];
- 43-й гвардейский штурмовой авиационный Волковыскский полк[1][3];
- 43-й гвардейский штурмовой авиационный Волковыскский Краснознамённый полк[1][3];
- 669-й гвардейский штурмовой авиационный Волковыскский Краснознамённый полк[3];
- 669-й гвардейский истребительно-бомбардировочный авиационный Волковыскский Краснознамённый полк[3].

## История и боевой путь полка
Полк сформирован в Ставрополе в апреле 1941 года на базе 13-й отдельной авиационной эскадрильи по штату мирного времени с присвоенным номером 272-й истребительный авиационный полк на самолётах И-15бис. В августе полк переформирован по штату 015/174 и 3 октября в Ростове-на-Дону переименован в 590-й истребительный авиационный полк. 22 мая 1942 года полк переименован в 590-й штурмовой авиационный полк. 20 декабря 1942 года согласно приказу командующего 4-й ВА № 00350 от 13.12.1942 г. полк был реорганизован. Летно-технический состав откомандирован в действующие полки, а управление полка осталось на месте, в составе 6-го отдельного учебно-тренировочного авиаполка.
8 февраля 1943 года 590-й штурмовой авиационный полк согласно приказу НКО СССР № 64 преобразован в гвардейский с переименованием в 43-й гвардейский штурмовой авиационный полк. На основании приказа НКО № 64 и приказа Северо-Кавказского фронта № 056 от 18.02.1943 г. 43-й гвардейский штурмовой авиационный полк начал комплектоваться по штату № 015/282 на базе личного состава управления 590-го штурмового авиационного полка и лётно-технического состава из резерва 6-го отдельного учебно-тренировочного авиаполка.
Базируясь рядом с Грозным полк действовал по скоплениям войск и техники противника в районах Моздок, Ищёрская, Ачикулак, принимал активное участие в разгроме Аргун-Гизилевской группировки противника, угрожавшей городам Владикавказ и Грозный.
В период разгрома немцев под Орджоникидзе (Владикавказом) и Гизелем полк вел боевые действия по уничтожению отступающих войск противника в районах Моздок, Ищёрская, Ачикулак, Георгиевск, Минеральные Воды, Армавир, Тихорецк, взаимодействуя с частями 9-й армии и 2-го гвардейского кавалерийского корпуса, действовал по объектам Таманского полуострова.
После освобождения Таманского полуострова полк в составе 230-й штурмовой авиадивизии прошел с боями от Кавказа до Эльбы, участвуя в Могилевской, Минской, Белостокской, Крымской, Белоруской, Осовецкой, Млавско-Эльбингской, Восточно-Прусской, Восточно-Померанской и Берлинской операциях. За успешные боевые действия был удостоен почётного наименования Волковыскский и награждён орденом Красного Знамени.
В составе действующей армии полк находился с 8 февраля 1943 года по 9 мая 1945 года.
После войны полк базировался на территории Польши и в составе 230-й штурмовой авиационной дивизии 4-го штурмового корпуса 4-й воздушной армии Северной группы войск на аэродроме Шпротава. С июля 1945 года полк начал осваивать новый самолёт — Ил-10. С 1948 года дивизия, после расформирования 4-го штурмового корпуса, вошла в прямое подчинение 37-й воздушной армии (бывшей 4-й воздушной). В 1947 году в дивизии расформирован 103-й штурмовой авиационный Гродненский Краснознамённый полк, часть личного состава была принята в полк.
В связи с массовым переименованием частей и соединений 20 февраля 1949 года 230-я штурмовая авиационная Кубанская Краснознамённая ордена Суворова дивизия была переименована и получила наименование 172-я штурмовая авиационная Кубанская Краснознамённая ордена Суворова дивизия, 43-й гвардейский штурмовой авиационный полк — 669-й гвардейский штурмовой авиационный полк.
В середине 50-х годов полк стал получать МиГ-15 и МиГ-17, используя их в качестве самолёта-штурмовика. С 1 апреля 1956 года стала формироваться Истребительно-бомбардировочная авиация, полк вместе с дивизией был передан в её состав и стала именоваться 669-й гвардейский истребительно-бомбардировочный авиационный Волковыскский Краснознамённый полк.
В связи со значительным сокращением Вооруженных сил СССР 1 июля 1961 года полк и 172-я истребительно-бомбардировочная авиационная Кубанская Краснознамённая ордена Суворова дивизия были расформированы в составе 37-й воздушной армии Северной группы войск на аэродроме Шпротава. Часть личного состава полка была передана в единственный, не попавший под сокращение, 189-й гвардейский штурмовой авиационный Брестский ордена Суворова полк, который был перебазирован на аэродром Борзя Читинской области в состав ВВС Забайкальского военного округа (в последующем 23-й воздушная армия).

## Командиры полка
- капитан Семенко Виктор Михайлович[1], 01.04.1941 — 01.09.1941
- майор Соколов Александр Дмитриевич[2], 01.09.1941 — 08.10.1941
- майор Телегин Федор Михайлович[1], 08.10.1941 — 24.12.1941
- майор, подполковник Соколов Александр Дмитриевич[1][2], 24.12.1941 — 17.12.1942
- майор Воронцов Михаил Сергеевич, врио[1], 17.12.1942 — 06.05.1943 г.
- гвардии майор Поварков[1], 06.05.1943 -
- гвардии подполковник Соколов Александр Дмитриевич[1][2], 1943—1945
- гвардии капитан Шевченко[8]

## В составе объединений
| Дата          | Фронт (округ)              | Армия                | Корпус                           | Дивизия                                                  | Примечания |
| ------------- | -------------------------- | -------------------- | -------------------------------- | -------------------------------------------------------- | ---------- |
| 08.02.1943 г. | Северо-Кавказский фронт    | 4-я воздушная армия  | -                                | 6-й отдельный учебно-тренировочный авиационный полк      |            |
| 01.06.1943 г. | Отдельная Приморская армия | 4-я воздушная армия  | -                                | 230-я штурмовая авиационная дивизия                      |            |
| 22.04.1944 г. | 4-й Украинский фронт       | 8-я воздушная армия  | -                                | 230-я штурмовая авиационная дивизия                      |            |
| 30.05.1944 г. | 2-й Белорусский фронт      | 4-я воздушная армия  | -                                | 230-я штурмовая авиационная дивизия                      |            |
| 09.05.1945 г. | 2-й Белорусский фронт      | 4-я воздушная армия  | -                                | 230-я штурмовая авиационная дивизия                      |            |
| 10.06.1945 г. | Северная группа войск      | 4-я воздушная армия  | -                                | 230-я штурмовая авиационная дивизия                      |            |
| 01.12.1945 г. | Северная группа войск      | 4-я воздушная армия  | 4-й штурмовой авиационный корпус | 230-я штурмовая авиационная дивизия                      |            |
| 01.02.1947 г. | Северная группа войск      | 4-я воздушная армия  | -                                | 230-я штурмовая авиационная дивизия                      |            |
| 20.02.1949 г. | Северная группа войск      | 37-я воздушная армия | -                                | 172-я штурмовая авиационная дивизия                      |            |
| 01.04.1956 г. | Северная группа войск      | 37-я воздушная армия | -                                | 172-я истребительно-бомбардировочная авиационная дивизия |            |
| 01.07.1961 г. | Северная группа войск      | 37-я воздушная армия | -                                | 172-я истребительно-бомбардировочная авиационная дивизия |            |

## Участие в операциях и битвах
- Битва за Кавказ — с 8 февраля 1943 года по 9 октября 1943 года:
  - Ростовская операция — с 8 февраля 1943 года по 18 февраля 1943 года.
  - Краснодарская операция — с 9 февраля 1943 года по 16 марта 1943 года.
  - Новороссийская десантная операция — с 9 сентября 1943 года по 16 сентября 1943 года.
  - Таманская наступательная операция — с 10 сентября 1943 года по 9 октября 1943 года.
- Воздушные сражения на Кубани — с апреля 1943 года по июль 1943 года
- Керченско-Эльтигенская десантная операция — с 31 октября 1943 года по 11 декабря 1943 года.
- Крымская наступательная операция — с 12 апреля 1944 года по 22 апреля 1944 года.
- Могилёвская наступательная операция — с 23 июня 1944 года по 28 июня 1944 года.
- Минская наступательная операция — с 29 июня 1944 года по 4 июля 1944 года.
- Белостокская операция — с 5 июля 1944 года по 27 июля 1944 года.
- Осовецкая наступательная операция — с 6 августа 1944 года по 14 августа 1944 года.
- Восточно-Прусская операция — с 13 января 1945 года по 25 апреля 1945 года.
- Млавско-Эльбингская операция — с 14 января 1945 года по 26 января 1945 года.
  - Штурм Кёнигсберга — с 6 апреля 1945 года по 9 апреля 1945 года.
- Восточно-Померанская операция — с 10 февраля 1945 года по 4 апреля 1945 года.
  - Хойнице-Кезлинская операция — с 10 февраля 1945 года по 6 марта 1945 года.
  - Данцигская наступательная операция — 7 марта 1945 года по 31 марта 1945 года.
- Берлинская наступательная операция — с 16 апреля 1945 года по 8 мая 1945 года.
- Штеттинско-Ростокская операция — с 16 апреля 1945 года по 8 мая 1945 года.

## Почётные наименования
- 43-му гвардейскому штурмовому авиационному полку за отличие в боях при овладении городом и крупным железнодорожным узлом Волковыск — важным опорным пунктом обороны немцев, прикрывающим пути на Белосток Приказом НКО № 0214 от 25 июля 1944 года на основании Приказа ВГК № 138 от 14 июля 1944 года присвоено почётное наименование «Волковыскский»[9].

## Награды
- 43-й гвардейский штурмовой авиационный Волковыскский полк за образцовое выполнение заданий командования в боях с немецкими захватчиками при овладении городами Тчев (Диршау), Вейхерово (Нойштадт), Пуцк (Путциг) и проявленные при этом доблесть и мужество Указом Президиума Верховного Совета СССР от 26 апреля 1945 года награждён орденом Красного Знамени[10].

## Благодарности Верховного Главнокомандующего
Воинам полка в составе дивизии объявлены благодарности Верховного Главнокомандующего:
- За отличие в боях при завершении разгроме таманской группировки противника, ликвидации оперативно важного плацдарма немцев на Кубани, обеспечивавшего им оборону Крыма и возможность наступательных действий в сторону Кавказа, за отличие в боях за освобождение Таманского полуострова[11].
- За отличие в боях при овладении штурмом крепостью и важнейшей военно-морской базой на Чёрном море городом Севастополь[12].
- За отличия в боях при прорыве обороны немцев на Могилевском направлении и форсировании реки Проня западнее города Мстиславль, при овладении районным центром Могилевской области — городом Чаусы и освобождении более 200 других населённых пунктов, среди которых Черневка, Ждановичи, Хоньковичи, Будино, Васьковичи, Темривичи и Бординичи[13].
- За отличие в боях при овладении городом Бобруйск[14].
- За отличие в боях при овладении городом и крупным железнодорожным узлом Волковыск — важным опорным пунктом обороны немцев, прикрывающим пути на Белосток[9].
- За отличие в боях при овладении штурмом овладели городом и крупным промышленным центром Белосток — важным железнодорожным узлом и мощным укреплённым районом обороны немцев, прикрывающим пути к Варшаве[15].
- За отличие в боях при овладении штурмом городом и крепостью Остроленка — важным опорным пунктом обороны немцев на реке Нарев[16].
- За отличие в боях при овладении городом и крепостью Ломжа — важным опорным пунктом обороны немцев на реке Нарев[17].
- За отличие в боях при овладении штурмом городом Пшасныш (Прасныш), городом и крепостью Модлин (Новогеоргиевск) — важными узлами коммуникаций и опорными пунктами обороны немцев, а также более 1000 других населённых пунктов[18].
- За отличие в боях при овладении городами Млава и Дзялдов (Зольдау) — важными узлами коммуникаций и опорными пунктами обороны немцев на подступах к южной границе Восточной Пруссии и городом Плоньск — крупным узлом коммуникаций и опорным пунктом обороны немцев на правом берегу Вислы[19].
- За отличие в боях при вторжении в Восточную Пруссию и при овладении городами Найденбург, Танненберг, Едвабно и Аллендорф — важными опорными пунктами обороны немцев[20].
- За отличие в боях при овладении городом Алленштайн — важным узлом железных и шоссейных дорог я сильно укреплённым опорным пунктом немцев, прикрывающим с юга центральные районы Восточной Пруссии[21].
- За отличие в боях при овладении городом и крепостью Грудзёндз — мощным узлом обороны немцев на нижнем течении реки Висла[22].
- За отличие в боях при овладении городами Гнев (Меве) и Старогард (Прейсиш Старгард) — важными опорными пунктами обороны немцев на подступах к Данцигу[23].
- За отличие в боях при овладении городами Тчев, Вейхерово , Пуцк и выходу на побережье Данцигской бухты севернее Гдыни[24].
- За отличие в боях при овладении городом и крепостью Гданьск — важнейшим портом и первоклассной военно-морской базой немцев на Балтийском море[25].
- За отличие в боях при форсировании восточного и западного Одера южнее Штеттина, прорыве сильно укреплённой обороны немцев на западном берегу Одера, при овладении главным городом Померании и крупным морским портом Штеттин, при овладении городов Гартц, Пенкун, Казеков, Шведт[26].
- За отличие в боях при овладении городами Эггезин, Торгелов, Пазевальк, Штрасбург, Темплин — важными опорными пунктами обороны немцев в Западной Померании[27].
- За отличие в боях при овладении городами Грайфсвальд, Трептов, Нойштрелитц, Фюрстенберг, Гранзее — важными узлами дорог в северо-западной части Померании и в Мекленбурге[28].
- За отличие в боях при овладении городами Штральзунд, Гриммен, Деммин, Мальхин, Варен, Везенберг — важными узлами дорог и сильными опорными пунктами обороны немцев[29].
- За отличие в боях при овладении городом Росток и Варнемюнде — крупными портами и важными военно-морскими базами немцев на Балтийском море, а также при овладении городами Рибнитц, Марлов, Лааге, Тетерев, Миров[30].
- За отличие в боях при овладении городами Барт, Бад-Доберан, Нойбуков, Барин, Виттенберге, соединении на линии Висмар, Виттенберге с союзными английскими войсками[31].
- За отличие в боях при овладении портом и военно-морской базой Свинемюнде — крупным портом и военно-морской базой немцев на Балтийском море[32].
- За отличие в боях при форсировании пролива Штральзундерфарвассер, занятии городов Берген, Гарц, Путбус, Засснитц и полном овладении островом Рюген[33].

## Отличившиеся воины
- Бахтин Михаил Иванович, гвардии лейтенант, командир звена 43-го гвардейского штурмового авиационного полка 230-й штурмовой авиационной дивизии 4-й воздушной армии Указом Президиума Верховного Совета СССР от 23 февраля 1945 года удостоен звания Герой Советского Союза. Золотая Звезда № 5403.
- Ежов Евгений Михайлович, гвардии старший лейтенант, заместитель командира эскадрильи 43-го гвардейского штурмового авиационного полка 230-й штурмовой авиационной дивизии 4-й воздушной армии Указом Президиума Верховного Совета СССР от 26 октября 1944 года удостоен звания Герой Советского Союза. Золотая Звезда № 4847.
- Зозуля Георгий Петрович, гвардии лейтенант, старший лётчик 43-го гвардейского штурмового авиационного полка 230-й штурмовой авиационной дивизии 4-й воздушной армии Указом Президиума Верховного Совета СССР от 15 мая 1946 года удостоен звания Герой Советского Союза. Золотая Звезда № 2871.

- Ишмухамедов Тамерлан Каримович, гвардии старший лейтенант, заместитель командира эскадрильи 43-го гвардейского Волковысского штурмового авиационного Краснознамённого полка Указом Президиума Верховного Совета СССР от 15 мая 1946 года за образцовое выполнение боевых заданий командования на фронте борьбы с немецко-фашистскими захватчиками и проявленные при этом мужество и героизм присвоено звание Героя Советского Союза с вручением ордена Ленина (№ 51905) и медали «Золотая Звезда» (№ 8094).
- Константинов Михаил Романович, гвардии младший лейтенант, старший лётчик 43-го гвардейского штурмового авиационного полка 230-й штурмовой авиационной дивизии 4-й воздушной армии Указом Президиума Верховного Совета СССР от 15 мая 1946 года удостоен звания Герой Советского Союза. Золотая Звезда № 8099.
- Курманин Вадим Матвеевич, гвардии лейтенант, старший лётчик 43-го гвардейского штурмового авиационного полка 230-й штурмовой авиационной дивизии 4-й воздушной армии Указом Президиума Верховного Совета СССР от 18 августа 1945 года удостоен звания Герой Советского Союза. Золотая Звезда № 8218.
- Казаков Виктор Фёдорович, гвардии лейтенант, командир звена 43-го гвардейского штурмового авиационного полка 230-й штурмовой авиационной дивизии 4-й воздушной армии Указом Президиума Верховного Совета СССР от 15 мая 1946 года удостоен звания Герой Советского Союза. Золотая Звезда № 6144.
- Кучеряба Тихон Александрович, гвардии капитан, командир эскадрильи 43-го гвардейского штурмового авиационного полка 230-й штурмовой авиационной дивизии 4-й воздушной армии Указом Президиума Верховного Совета СССР от 15 мая 1946 года удостоен звания Герой Советского Союза. Золотая Звезда № 9009.
- Лебедев Анатолий Тимофеевич, гвардии старший лейтенант, заместитель командира эскадрильи 43-го гвардейского штурмового авиационного полка 230-й штурмовой авиационной дивизии 4-й воздушной армии Указом Президиума Верховного Совета СССР от 23 февраля 1945 года удостоен звания Герой Советского Союза. Золотая Звезда № 5404.
- Попов Алексей Павлович, гвардии лейтенант, командир звена 43-го гвардейского штурмового авиационного полка 230-й штурмовой авиационной дивизии 4-й воздушной армии Указом Президиума Верховного Совета СССР от 23 февраля 1945 года удостоен звания Герой Советского Союза. Золотая Звезда № 7979.
- Селиванов Евграф Иосифович, гвардии майор, штурман 43-го гвардейского штурмового авиационного полка 230-й штурмовой авиационной дивизии 4-й воздушной армии Указом Президиума Верховного Совета СССР от 18 августа 1945 года удостоен звания Герой Советского Союза. Посмертно.
- Шипицын Михаил Дмитриевич, гвардии лейтенант, командир звена 43-го гвардейского штурмового авиационного полка Указом Президиума Верховного Совета СССР от 18 августа 1945 года удостоен звания Герой Советского Союза. Золотая Звезда № 8026.
- Шупик Григорий Сакович, гвардии лейтенант, заместитель командира эскадрильи 43-го гвардейского штурмового авиационного полка 230-й штурмовой авиационной дивизии 4-й воздушной армии Указом Президиума Верховного Совета СССР от 18 августа 1945 года удостоен звания Герой Советского Союза. Золотая Звезда № 7966.
- Юльев Александр Николаевич, гвардии младший лейтенант, старший лётчик 43-го гвардейского штурмового авиационного полка 230-й штурмовой авиационной дивизии 4-й воздушной армии Указом Президиума Верховного Совета СССР от 15 мая 1946 года удостоен звания Герой Советского Союза. Золотая Звезда № 8092.

## Память
Лётчикам полка, погибшим при освобождении Тамани и Крым в Керчи в 1964 году установлен памятник.

## Базирование
| Период            | Место базирования                         |
| ----------------- | ----------------------------------------- |
| 05.1945 — 07.1945 | Пазевальк (Мекленбург-Передняя Померания) |
| 01.07.1945 — 1961 | Шпротава, Польша                          |